# Strand (Sudáfrica)
Strand (literalmente, Playa en afrikáans) es una localidad y un centro turístico ubicado en el extremo oriental de Bahía Falsa y en las faldas de las montañas Hottentots Holland, en Sudáfrica. Ubicada entre Macassar y Gordon's Bay, se encuentra a unos 50 kilómetros al sureste de Ciudad del Cabo y forma parte de la aglomeración urbana de esta última, por lo que pertenece a la provincia del Cabo Occidental. En 2011 tenía una población de 55 558 habitantes. La principal atracción de la localidad es su playa, con unos cinco kilómetros de playas de arena blanca.

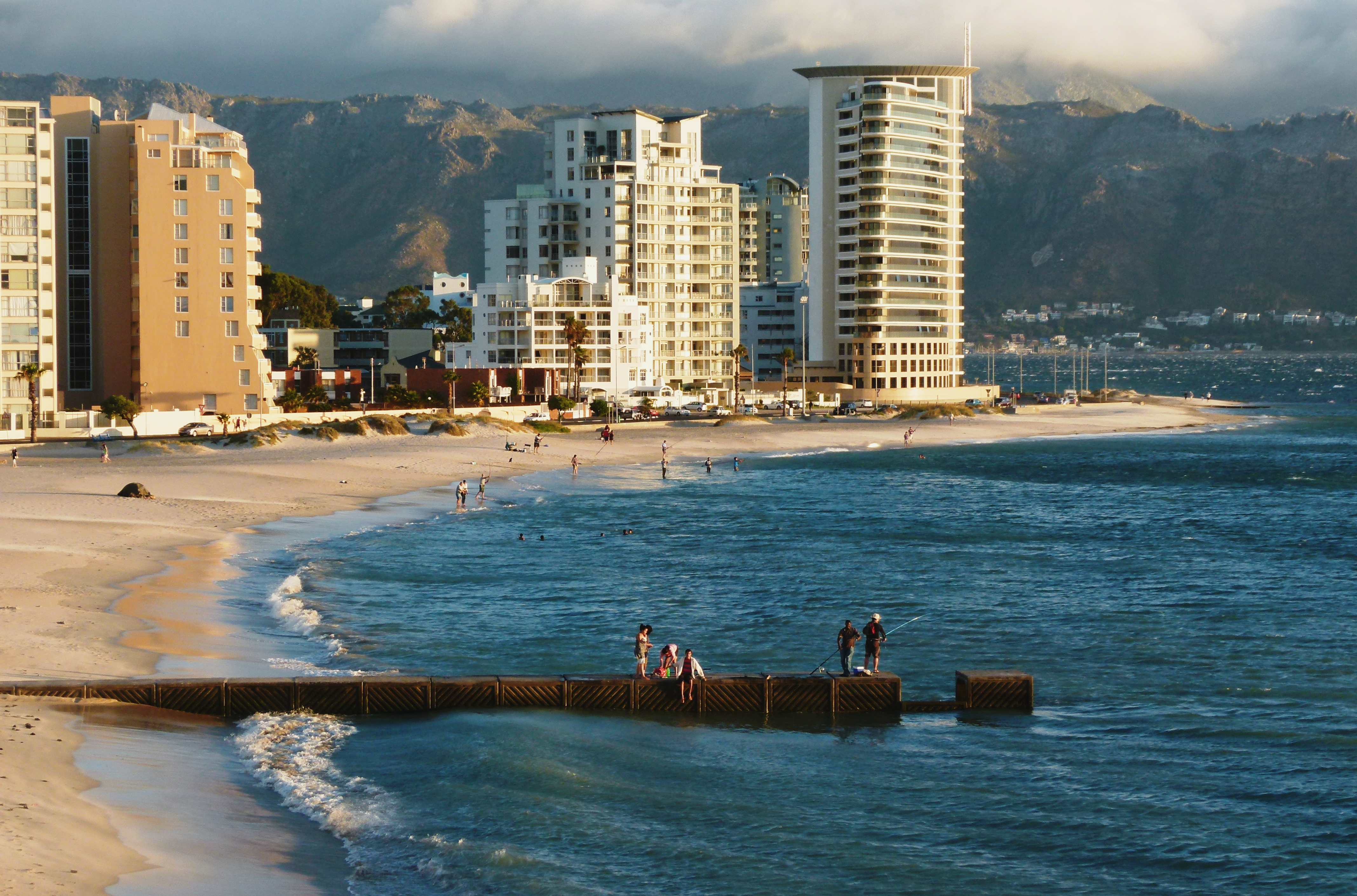
Playa en Strand.

Strand también es conocido comúnmente como The Strand (afrikáans: Die Strand), el cual es el antiguo nombre de la localidad.

## Historia
Strand fue fundado como un centro turístico y de pesca en 1714. En 1970, durante la infame era del apartheid, todas las personas negras, mestizas y asiáticas fueron expulsadas de la localidad debido a que este había sido clasificado como una localidad solo para blancos. Entre las comunidades que fueron obligadas a abandonar el lugar en esa época estaban los descendientes de los esclavos de los malayos del cabo, quienes habían escapado de Ciudad del Cabo cien años atrás. Perdieron sus hogares, pero su mezquita aún se encuentra en pie hoy en día.
Strand se encuentra dentro de la municipalidad de Ciudad del Cabo. Se halla muy cerca de la localidad interior de Somerset West. La reciente expansión de ambas localidades ha resultado que ambas se encuentren adyacentes una a la otra el día de hoy, habiendo centros comerciales y complejos residenciales que las conectan. La división no oficial entre las dos localidades es la carretera nacional que los divide, la N2. Strand forma parte de la cuenca de Helderberg, junto con Somerset West y la Bahía de Gordon.
La localidad cuenta con playas de arena blanca y vistas de la Península del Cabo. En el verano, turistas de toda Sudáfrica, incluso desde Johannesburgo, y del exterior, visitan Strand para disfrutar de la experiencia costera. El turismo ha sido una vital fuente de ingreso local desde 1950, cuando el pueblo era popular entre los visitantes del norte del país, y estaba habitado por muchos veteranos retirados de la Segunda Guerra de los Bóeres. Existe un servicio de tren que va desde Strand hasta el centro de Ciudad del Cabo. También existe una importante autopista que conecta a Ciudad del Cabo con las serranías aledañas a Strand.
Strand también contaba con una de las mayores fábricas de dinamita de Sudáfrica, propiedad del grupo AECI. La zona donde se ubicaba la fábrica está siendo reconstruida para usos urbanos varios.

## Turismo
La principal playa de Strand, Melkbaai Beach, es conocida por ser una de las mejores y más seguras playas del país. La infraestructura en esta playa o en sus alrededores incluyen dos parques acuáticos. Los deportes acuáticos son populares en varios sectores a lo largo de la línea de playa.
Existen muchos deportes que se pueden practicar en Strand. La localidad cuenta con una cancha de golf, canchas de tenis, canchas de rugby, clubes de squash, jukskei y se practican deportes acuáticos como el surf y navegación a vela, entre otros. The Pipe es una parte de la playa que ha sido apartada para surfistas y es conocida por sus grandes olas ideales para el surf.
Strand también tiene una piscina olímpica bajo techo que esta temperada y está abierta al público durante todo el año. La costa entre la desembocadura del río Lourens hasta Rooi Els es una playa popular entre los pescadores.

## Surf

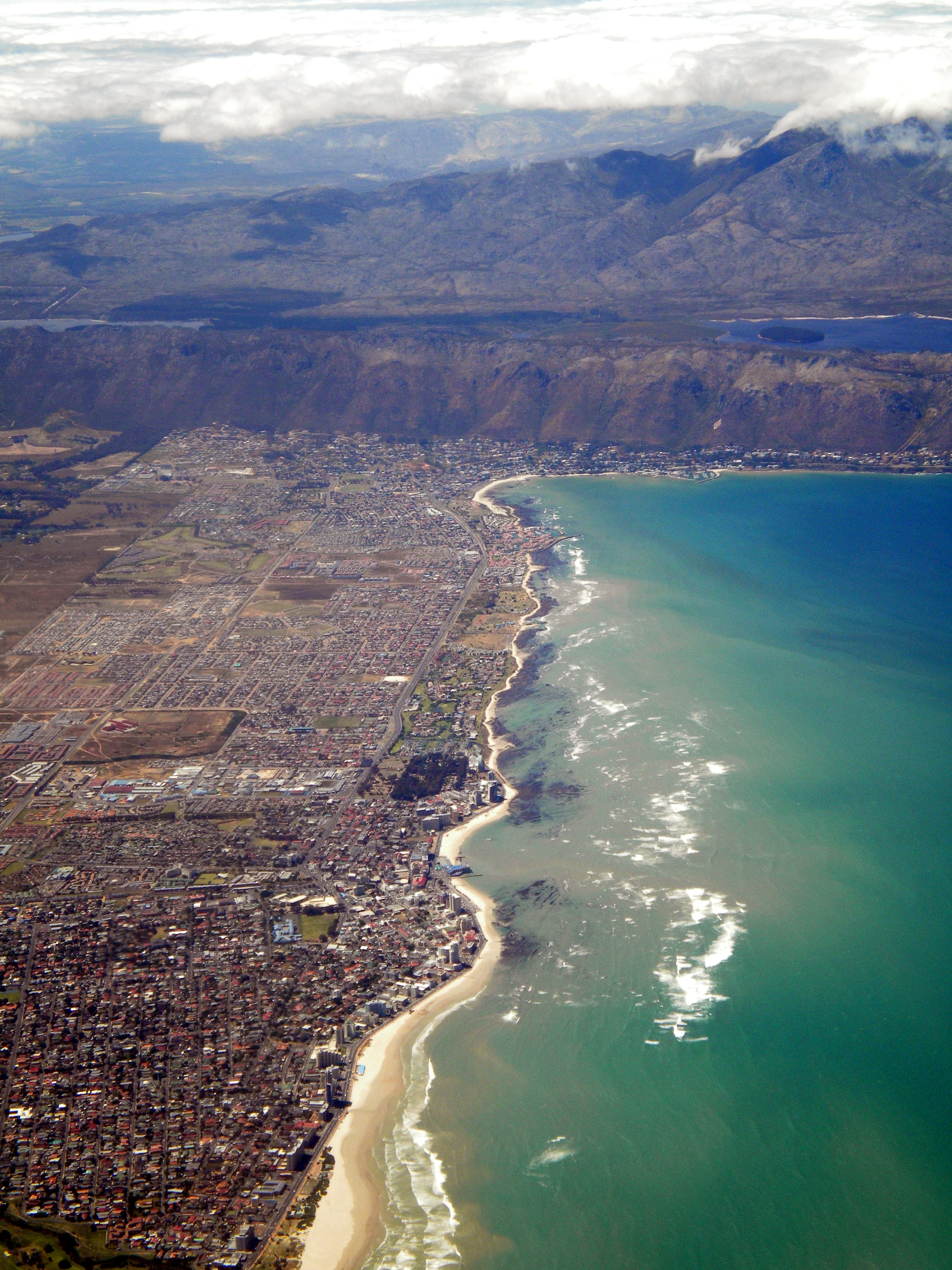
Vista aérea de Strand en la costa de False Bay, con las montañas Hottentots-Holland, Steenbras Dam y Kogelberg en el fondo

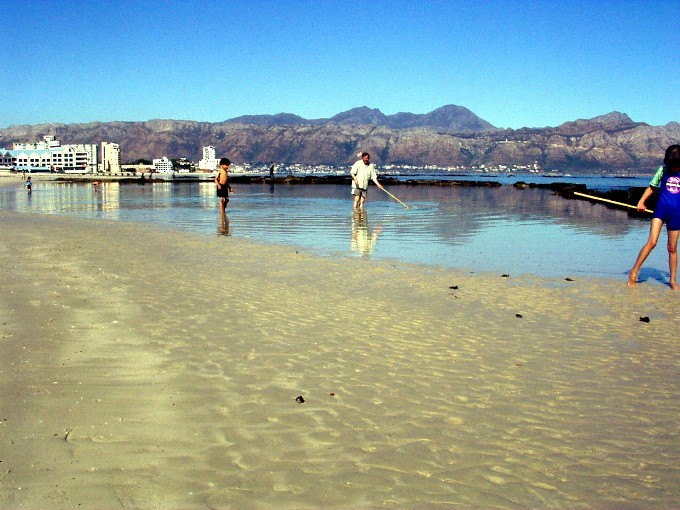
Playa arenosa con una poza a lo largo del Beach Road en Strand con Gordon's Bay y las montañas Hottentots Holland en el fondo

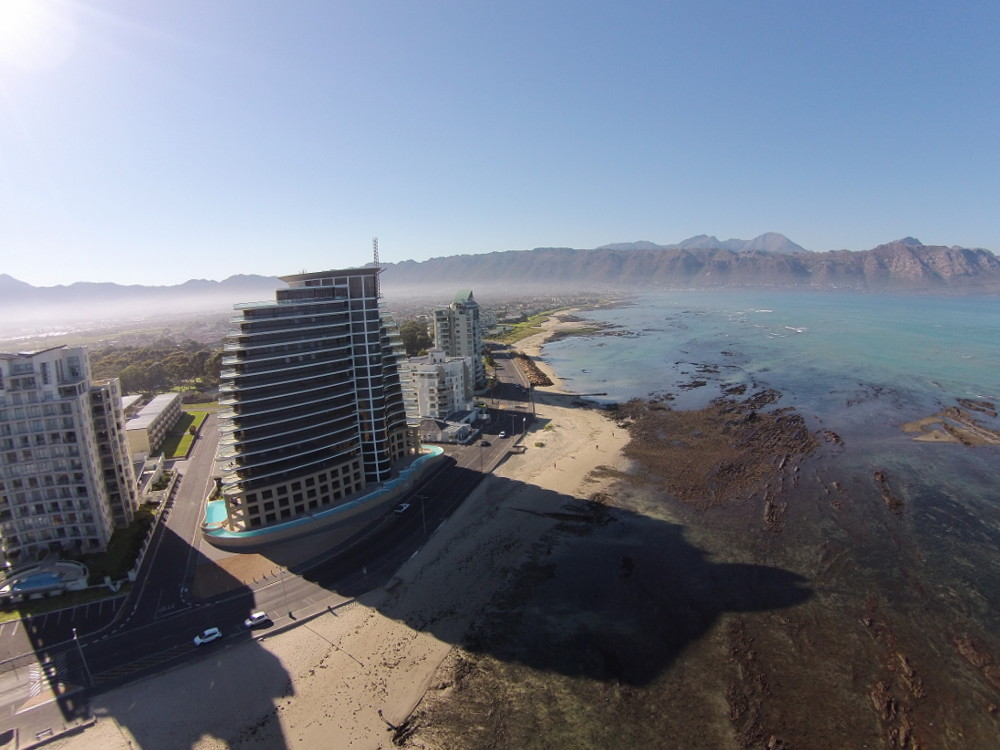
Una vista aérea de baja altitud de la playa de Strand.

El surf es un deporte popular en Strand, pese a la existencia de tiburones en la zona. En estos lugares se dice que es más fácil y seguro surfear que en otros lugares del lado del Océano Atlántico de la Península del Cabo, debido a la protección que ofrece la bahía.

## Distrito financiero
La localidad cuenta con un distrito financiero que atrae a clientes de la zona aledaña. El distrito cuenta con bancos, numerosos centros comerciales, restaurantes y supermercados. Friedman & Cohen es la tienda más grande del lugar y es un importante centro de atracción para residentes y visitantes. Entre los principales centros comerciales de la zona se encuentran el Dorpsmeent Centre y el Somerset Mall. Este último no se encuentra técnicamente en el distrito financiero, sino que está en las afueras de Strand, en la frontera con Somerset West.
La ciudad cuenta con un distrito financiero que atrae a clientes de los alrededores. allí se encuentran bancos, numerosos centros comerciales, restaurantes y supermercados. Friedman & Cohen es la tienda más grande del barrio y constituye una gran atracción para residentes y visitantes. Los principales centros comerciales de la zona son el Dorpsmeent Centre y el Somerset Mall. Este último no está exactamente en el distrito financiero, sino fuera de la ciudad, en el límite con Somerset West.
El distrito comercial central de Strand está completamente rodeado por Strand North y Strand South. Strand Beach Road se divide en tres secciones: la Milla de Oro (también conocida como Melkbaai) se encuentra entre Lourens River y Hibernian Towers (cnr/o Beach Road y Sarel Cilliers Road), la parte central de Beach Road se extiende entre Sarel Cilliers Road y el complejo Pavilion, mientras que Platinum Mile se encuentra a lo largo de Blakes Beach y entre Odeon Towers y el Ocean View Hotel.

## Industria
Strand tiene su propia zona industrial, Gants Centre. En los últimos años, sin embargo, Gants Centre ha pasado a albergar muchos negocios no industriales, entre ellos el periódico local, el District Mail / Districspos. Las compañías industriales, por su parte, se están trasladando gradualmente a las zonas aledañas a los antiguos almacenes de dinamitas fuera del pueblo, en dirección hacia Somerset West.
En el invierno existe una capa de inversión térmica delgada que cubre al pueblo, lo que resulta en un poco de polución. No obstante, es notada en muy pocas ocasiones, debido a los constantes vientos que mantienen limpio el cielo de Strand.

## Composición étnica
Según el censo de 2011,Strand tenía una población de 55 558 habitantes, repartidos en 16 109 unidades familiares. El 52 % de la población estaba formada por mujeres, frente al 48 % de hombres. El 77'2 % de los habitantes de la localidad tenía el afrikáans como primera lengua, frente al 14'3 %, que tenía el inglés como lengua materna y el 2'2 %, que hablaba xhosa. El 6'3 % restante tenía otras lenguas como primer idioma. Por etnias, el 51'1 % se definía como coloured (es decir, mulatos o mestizos); el 34'2 % eran blancos; el 11'6 % eran negros; el 1 % se identificaban como indios o asiáticos; el 2'1 % restante se identificaba con otros orígenes.

## Educación
La localidad cuenta con instituciones educativas primarias, secundarias y terciarias y muchas instituciones de ECD de variada calidad. Para el 2007 había 19 escuelas públicas (financiadas por el gobierno) y privadas.
Escuelas primarias
- Dr. G.J. Joubert
- Hendrik Louw Primary School
- Laerskool Lochnerhof
- Loreto Primary School (Strand)
  - Strand Muslim Primary School**

Escuelas secundarias
- False Bay High School
- Hoërskool Strand
- Hottentots-Holland
- Khanyolwethu Sekondêr
- Madrasatyr Rajaa Sekondêr
- Rusthof Sekondêr
- Simanyene Sekondêr
- Strand Sekondêr
- Hoërskool Valsbaai
- Mills Street Art School
- Liams school of hard knocks

Instituciones terciarias
- Boland College

## Lista de suburbios
- Gordons Bay
- Harbour Island
- Lwandle
- Chris Nissen Park
- Lourensrivier
- Melkbaai
- Strand-Noord
- Suider Strand
- Mostert's Bay
- Strandvale
- Goedehoop
- Twin Palms
- Die Bos

## Escudo de armas
Strand fue una municipalidad entre 1897 y 1996.  En ese periodo, utilizó dos escudos de armas.
Municipal (1) — El primer escudo de armas fue oficialmente adoptado el 24 de3 febrero de 1927.  El escudo estaba dividido en dos por una línea vertical, y contaba con un sol dorado en un fondo azul, y un pez en un fondo de barras onduladas plateadas y azules;  a lo largo de la parte superior del escudo tenía una barra dorada  con tres torres rojas. Detrás del escudo contaba con un ancla. Su lema era Inspirata floruit.
Municipal (2) — En marzo de 1955, el concejo municipal aprobó una nueva versión del escudo, diseñado Ivan Mitford-Barberton.  Fue registrado con la Administración Provincial de El Cabo en agosto de 1955 y en el Buró Heráldico en octubre de 1993.
El nuevo escudo fue descrito de la siguiente manera (en inglés): Per  fess, Azure and barry wavy Argent and Azure, on a  fess  Gules, between in chief a demi-sun issuant and in base a fish naiant, three towers, Or.  En otras palabras, el escudo estaba estaba dividido en tres barras horizontales, en las cuales había (1) un sol dorado en un fondo azul, (2) tres torres doradas en un fondo rojo, y (3) un pez dorado en un fondo de barras ondulados plateadas y azules. La parte superior consistía de un ancla roja y una corona dorada. El lema continuó siendo el mismo.